# Aubergenville
Aubergenville é uma comuna francesa na região administrativa da Île-de-France, no departamento de Yvelines. A comuna possui 12126 habitantes segundo o censo de 2006.